# Tochigi TV
Tochigi Television Co., Ltd. (яп. 株式会社とちぎテレビ Кабусики-гайся Тотиги тэрэби) — японская телекомпания, основанная 14 мая 1997 года, также известная под названием Tochigi TV. Главный офис и телецентр расположены в г. Уцуномия префектуры Тотиги. Телеканал начал своё вещание в начале апреля 1999 года, а полный переход с аналогового вещания на цифровое был осуществлён 25 июля 2011 года.

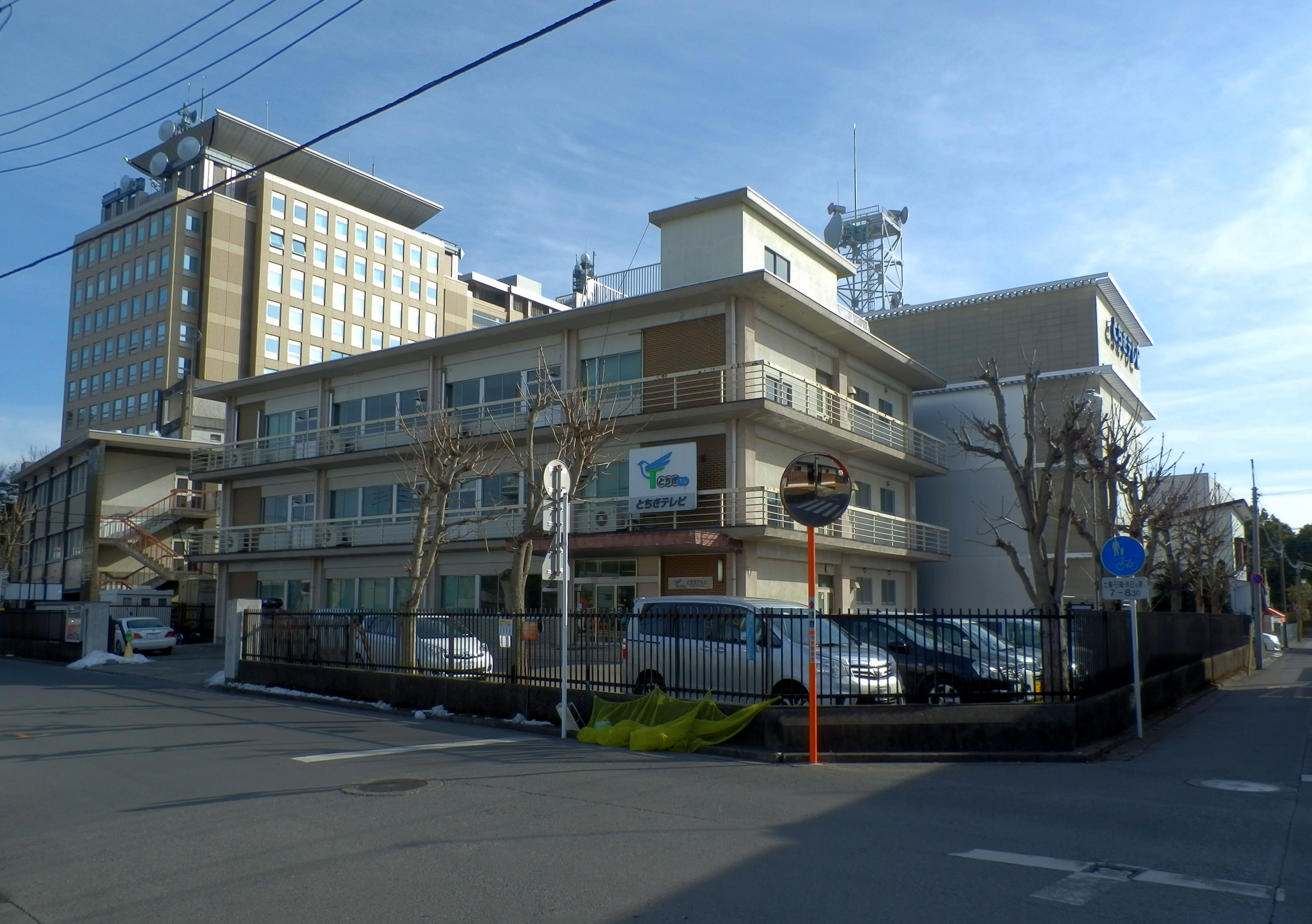
Телецентр, расположенный в г. Уцуномия

В том же году началась трансляция передач в формате высокой чёткости (HDTV) с улучшенным качеством изображения.
Аббревиатура канала — три латинских буквы GYT, а не TTV, как может показаться на первый взгляд. Дело в том, что аббревиатура TTV уже используется для обозначения телеканала Tama TV. К тому же существует ещё одно краткое название — «Tochitele» (яп. とちテレ Тотитэрэ), полученное путём сложения начальных частей названия префектуры Tochigi  (яп. とちぎ Тотиги) и слова television  (яп. テレビ тэрэби).

## Трансляцияаниме
- (2005) Oku-sama wa Joshi Kōsei
- (2006) Black Lagoon: The Second Barrage
- (2008) Mission-E
- (2009) GA: Geijutsuka Art Design Class
- (2011) Dog Days[2]
- (2012) AKB0048
- (2011) Dog Days TV-2
- (2011) Fate/Zero
- (2011) Fujilog
- (2011) Fujilog Season 2
- (2011) Dragon Crisis!
- (2011) Uta no Prince-sama — Maji Love 1000 %
- (2011) Working!! TV-2[3]
- (2012) Fate/Zero TV-2
- (2012) Nisemonogatari
- (2012) Sword Art Online
- (2013) AKB0048 Next Stage
- (2013) Oreshura
- (2013) Servant × Service
- (2013) To Aru Kagaku no Railgun
- (2014) Aldnoah.Zero
- (2014) Fate/stay night: Unlimited Blade Works
- (2014) Mushishi: The Next Chapter
- (2014) Mushishi Tokubetsu-hen: Hihamukage (special)
- (2014) Nisekoi
- (2014) Sekai Seifuku: Bouryaku no Zvezda
- (2015) Aquarion Logos
- (2015) Charlotte
- (2015) Durarara!!×2[4]
- (2015) Fate/stay night: Unlimited Blade Works TV-2
- (2015) Gunslinger Stratos: The Animation
- (2015) Houkago no Pleiades
- (2015) Magical Girl Lyrical Nanoha ViVid
- (2015) Plastic Memories[5]
- (2015) The IDOLM@STER Cinderella Girls TV-2
- (2015) Working!! TV-3